# ビーマイゲスト
ビーマイゲスト（Be My Guest）とは、アメリカ合衆国で産まれたサラブレッドの競走馬である。現役時代はアイルランドで調教を受け、種牡馬となってからはクールモアスタッドで供用されていた。

## 経歴
ケンタッキー州の生産者ウォルター・ハーフナーが生産したサラブレッドの牡馬である。父は大種牡馬ノーザンダンサー、母ワットアトリートは1965年の最優秀3歳牝馬という良血の生まれで、1975年にゴフズのイヤリングセールに上場された際には、当時のヨーロッパ記録である12万7000ギニーで落札された。

### 競走馬時代
1976年、2歳時は2戦して1勝を挙げた。
1977年、ラドブロークブルーリバンドトライアルステークス（エプソム・8ハロン110ヤード・G3）を制し重賞初勝利。ニジンスキーステークス（カラ・10ハロン）で2着ののち、ウォーターフォードクリスタルマイル（グッドウッド・8ハロン・G2）とデズモンドステークス（カラ・8ハロン・G3）の2競走を優勝、7戦して4勝の戦績で引退した。

### 種牡馬時代
1978年に80万ドルのシンジケートを組まれ、アイルランドのクールモアスタッドで種牡馬となった。初年度からアサート (Assert) 、オンザハウス (On the House) といった活躍馬を輩出し1982年イギリス、アイルランドのリーディングサイアーとなる。イギリスジョッキークラブの調べによれば、ビーマイゲストの産駒1175頭のうち630頭が勝ち上がり、うち67頭がステークス競走勝ちを収めている。
2003年1月に種牡馬を引退、その後2004年2月19日に老衰のため死亡した。

## おもな産駒
- Assert（1979年生、1982年ジョッケクルブ賞、アイリッシュダービー、ベンソン＆ヘッジスゴールドカップ、ジョーマクグラスメモリアルステークス）
- On the House（1979年生、1982年1000ギニー、サセックスステークス）
- Luth Enchantee（1980年生、1983年ジャック・ル・マロワ賞、ムーラン・ド・ロンシャン賞）
- Go And Go（1987年生、1990年ベルモントステークス）
- Pelder（1990年生、1995年ガネー賞）
- Pentire（1992年生、1995年アイリッシュチャンピオンステークス、1996年キングジョージ6世&クイーンエリザベスステークス）
- Valentine Waltz（1996年生、1999年プール・デッセ・デ・プーリッシュ）

## 母の父としてのおもな産駒
- ビーマイナカヤマ（1994年生）
- Bachir（1997年生）
- Rock of Gibraltar（1999年生）
- ウインクリューガー（2000年生）
- アドマイヤホープ（2001年生）
- アドマイヤフジ（2002年生）
- Manduro（2002年生）
- アドマイヤコスモス（2007年生）

## 血統表
| ビーマイゲストの血統         | ビーマイゲストの血統           | ビーマイゲストの血統     | （血統表の出典）         | （血統表の出典） |
| 父系                         | ノーザンダンサー系             | ノーザンダンサー系       | ノーザンダンサー系       | [ § 2 ]          |
| 父 Northern Dancer 1961 鹿毛 | 父の父Nearctic 1954 黒鹿毛     | Nearco                   | Pharos                   | Pharos           |
| 父 Northern Dancer 1961 鹿毛 | 父の父Nearctic 1954 黒鹿毛     | Nearco                   | Nogara                   |                  |
| 父 Northern Dancer 1961 鹿毛 | 父の父Nearctic 1954 黒鹿毛     | Lady Angela              | Hyperion                 | Hyperion         |
| 父 Northern Dancer 1961 鹿毛 | 父の父Nearctic 1954 黒鹿毛     | Lady Angela              | Sister Sarah             |                  |
| 父 Northern Dancer 1961 鹿毛 | 父の母Natalma 1957 鹿毛        | Native Dancer            | Polynesian               | Polynesian       |
| 父 Northern Dancer 1961 鹿毛 | 父の母Natalma 1957 鹿毛        | Native Dancer            | Geisha                   |                  |
| 父 Northern Dancer 1961 鹿毛 | 父の母Natalma 1957 鹿毛        | Almahmoud                | Mahmoud                  | Mahmoud          |
| 父 Northern Dancer 1961 鹿毛 | 父の母Natalma 1957 鹿毛        | Almahmoud                | Arbirator                |                  |
| 母 What a Treat 1962 黒鹿毛  | 母の父Tudor Minstrel 1944 鹿毛 | Owen Tudor               | Hyperion                 | Hyperion         |
| 母 What a Treat 1962 黒鹿毛  | 母の父Tudor Minstrel 1944 鹿毛 | Owen Tudor               | Mary Tudor               |                  |
| 母 What a Treat 1962 黒鹿毛  | 母の父Tudor Minstrel 1944 鹿毛 | Sansonnet                | Sansovino                | Sansovino        |
| 母 What a Treat 1962 黒鹿毛  | 母の父Tudor Minstrel 1944 鹿毛 | Sansonnet                | Lady Juror               |                  |
| 母 What a Treat 1962 黒鹿毛  | 母の母Rare Treat 1952 栗毛     | Stymie                   | Equestrian               | Equestrian       |
| 母 What a Treat 1962 黒鹿毛  | 母の母Rare Treat 1952 栗毛     | Stymie                   | Stop Watch               |                  |
| 母 What a Treat 1962 黒鹿毛  | 母の母Rare Treat 1952 栗毛     | Rare Perfume             | Eight Thirty             | Eight Thirty     |
| 母 What a Treat 1962 黒鹿毛  | 母の母Rare Treat 1952 栗毛     | Rare Perfume             | Fragrance                |                  |
| 母系(F-No.)                  | (FN:8-c)                       | (FN:8-c)                 | (FN:8-c)                 | [ § 3 ]          |
| 5代内の近親交配              | Pharos 4x5, Hyperion 4x4       | Pharos 4x5, Hyperion 4x4 | Pharos 4x5, Hyperion 4x4 | [ § 4 ]          |
| 出典                         | 1. 2. 3. 4.                    | 1. 2. 3. 4.              | 1. 2. 3. 4.              | 1. 2. 3. 4.      |

- 母What a Treatはアラバマステークス、ベルデイムステークスなど30戦11勝の成績を挙げ、1965年のアメリカ最優秀３歳牝馬に選ばれている。祖母Rare Treatはフィレンツェハンデキャップなど101戦16勝。Rare Treatの半弟には1962年のベルモントステークス、トラヴァーズステークス優勝馬Jaipur（父Nasrullah）がいる。
- 従兄弟のGolden Fleece（父Nijinsky Ⅱ）は4戦無敗で1982年のエプソムダービーを制しており、デビュー戦とニジンスキーステークスでAssertに勝利している。